# طريق الملك فهد
طريق الملك فهد أهم طريق في مدينة الرياض، يصل طرفها الشمالي بالجنوبي، ويمثل العصب المركزي لها، تزدهر على جانبيه الأنشطة الاقتصادية والتجارية، يبدأ طريق الملك فهد بنهاية طريق ديراب وتقاطعه مع الدائري الجنوبي ويستمر مسافة طويلة إلى أن ينتهي بتقاطعه مع مخرج طريق بنبان ويتحول إلى طريق القصيم السريع

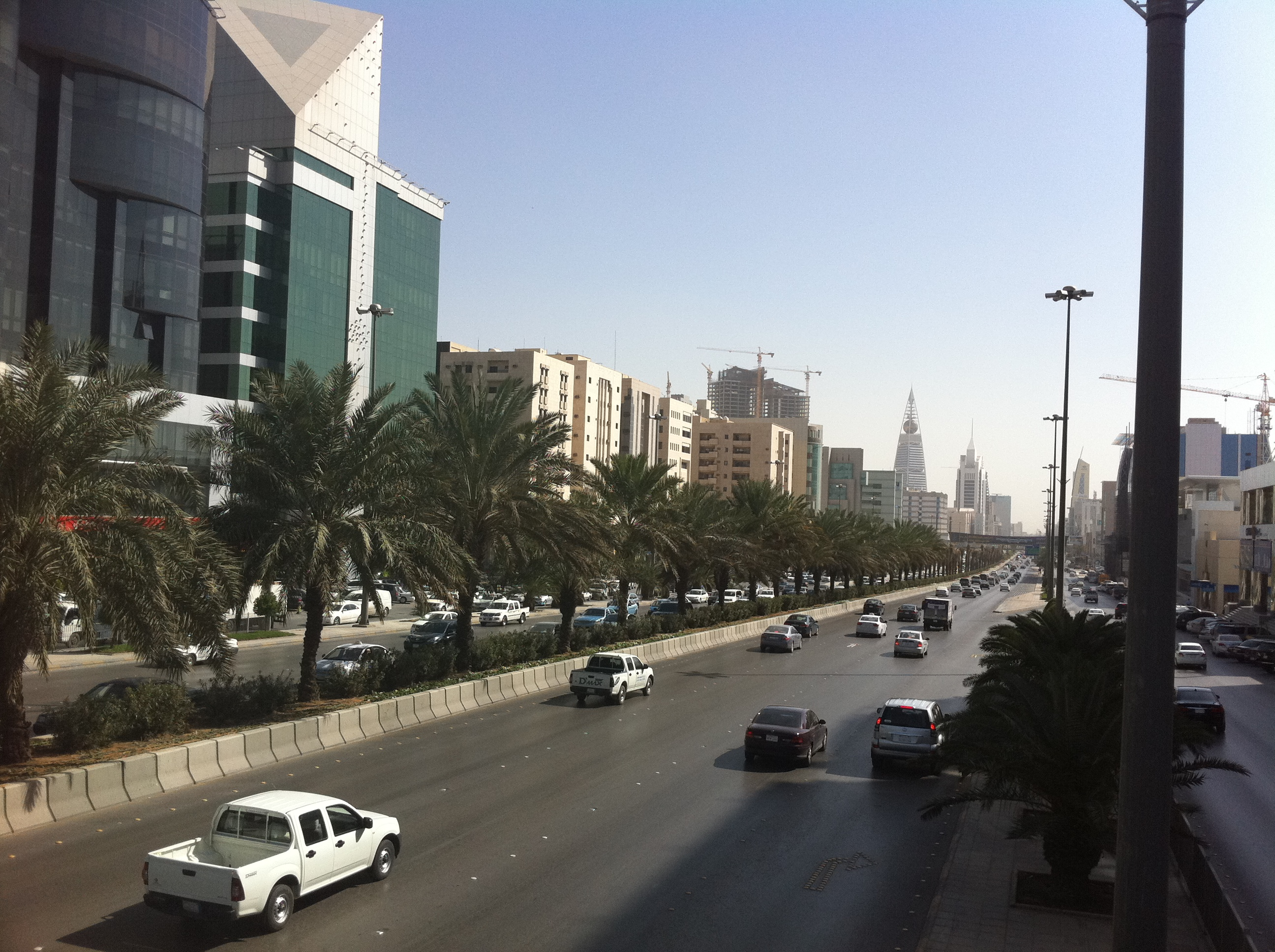
طريق الملك فهد NS 2012

أُنشئ الجزء الأوسط من الطريق والواقع بين تقاطعي طريق المعذر شمالا وطريق عسير جنوبا والبالغ طوله أكثر من خمسة كيلومترات بواسطة الهيئة الملكية مدينة الرياض، بدأ التخطيط لتنفيذه عام 1407هـ وافتتح هذا الجزء في العام 1411هـ.
ويبلغ متوسط عرض طريق الملك فهد 95 متر وصمم الجزء الرئيسي منه على شكل نفق مفتوح منخفض عن سطح الأرض بمقدار 8 أمتار للتقليل من الضوضاء الناتجة عن استخدام الطريق ولعدم تقسيم المدينة بصريا وعضويا إلى جزء شرقي وغربي يفصلهما هذا الطريق

## الطرق التي يتقاطع معها
- طريق الدائري الجنوبي
- شارع السويدي العام
- شارع الأمير فيصل بن تركي
- شارع الوشم
- شارع المعذر
- طريق خريص
- شارع التحلية(الأمير محمد بن عبد العزيز)
- طريق العروبة
- طريق الملك عبد الله
- طريق الإمام سعود بن عبدالعزيز
- طريق الدائري الشمالي
- طريق التخصصي، طريق الإمام سعود بن محمد بن مقرن
- طريق الإمام سعود بن فيصل
- طريق أنس بن مالك
- طريق الملك سلمان بن عبدالعزيز

ويتحول إلى طريق القصيم.

## انظر أيضا

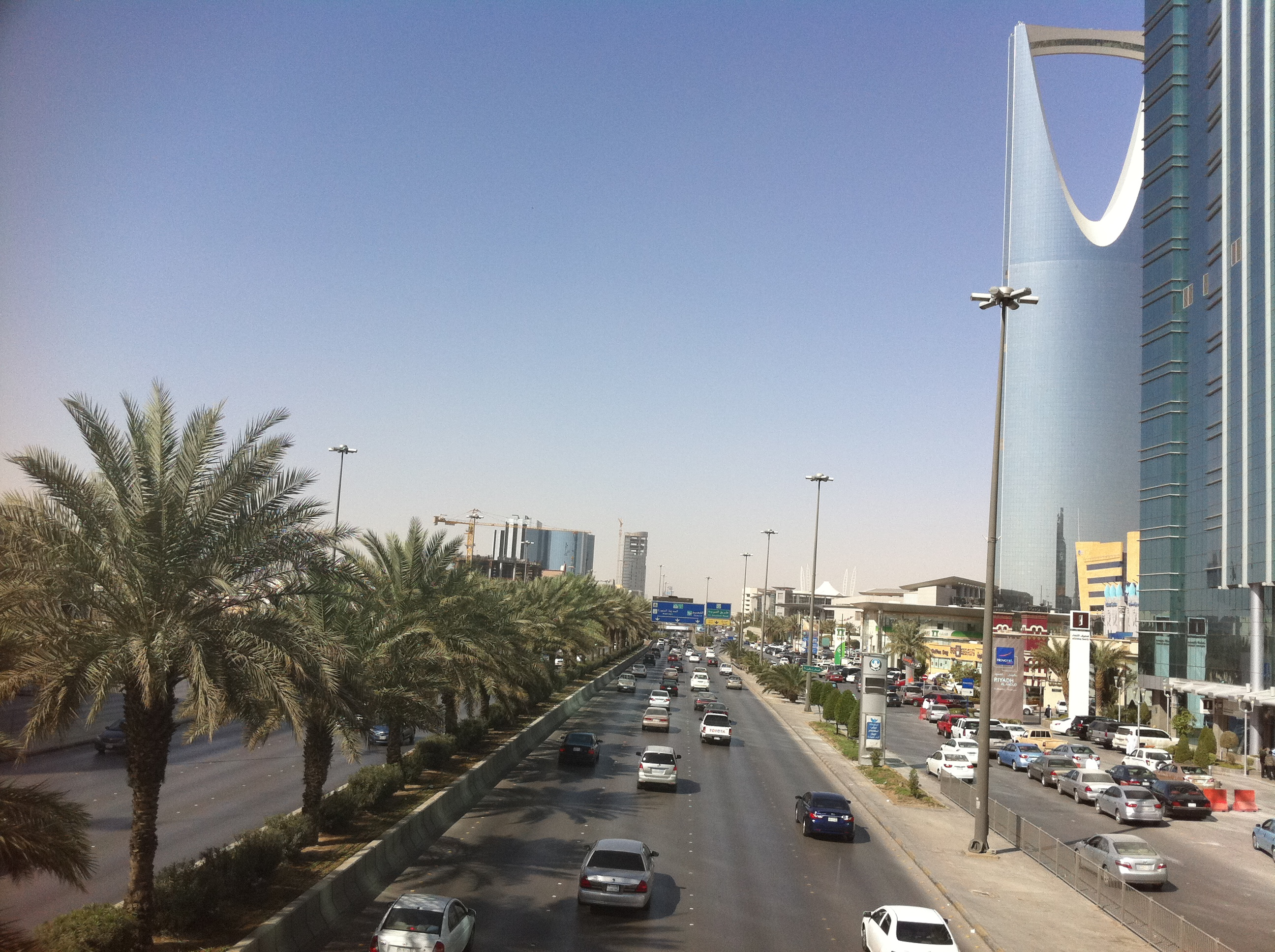
طريق الملك فهد SN 2012